# Rolls-Royce RB.183 Tay
Cet article ne doit pas être confondu avec celui concernant le Rolls-Royce RB.44 Tay, apparu dans les années 1950.
Le Rolls-Royce RB.183 Tay est un turbofan britannique, conçu et produit par la société Rolls-Royce et équipant des avions de ligne court et moyen courrier.

## Conception
Conçu en reprenant le cœur du Spey RB.183 Mk.555, et en y ajoutant une soufflante directement dérivée de celle du RB.211-535E4, Il permit de produire des versions avec un taux de dilution de 3,1 ou supérieur. Le compresseur intermédiaire et la turbine basse pression furent conçus en utilisant la technologie déjà employée lors du programme du RB.211. Le moteur fut démarré pour la première fois en août 1984.
Le Tay 650 disposait d'une nouvelle turbine haute-pression, qui bénéficiait des innovations technologiques éprouvées avec le RB.211-535E4. Il disposait également d'une nouvelle chambre de combustion, améliorant sa tenue dans le temps.
Les moteurs de cette famille sont utilisés sur de nombreux avions de ligne et de gros jets d'affaires, parmi lesquels les avions de la série Gulfstream IV et les Fokker 70 et 100. Une dernière version de ce moteur est même utilisée pour remotoriser les Boeing 727-100.

## Versions

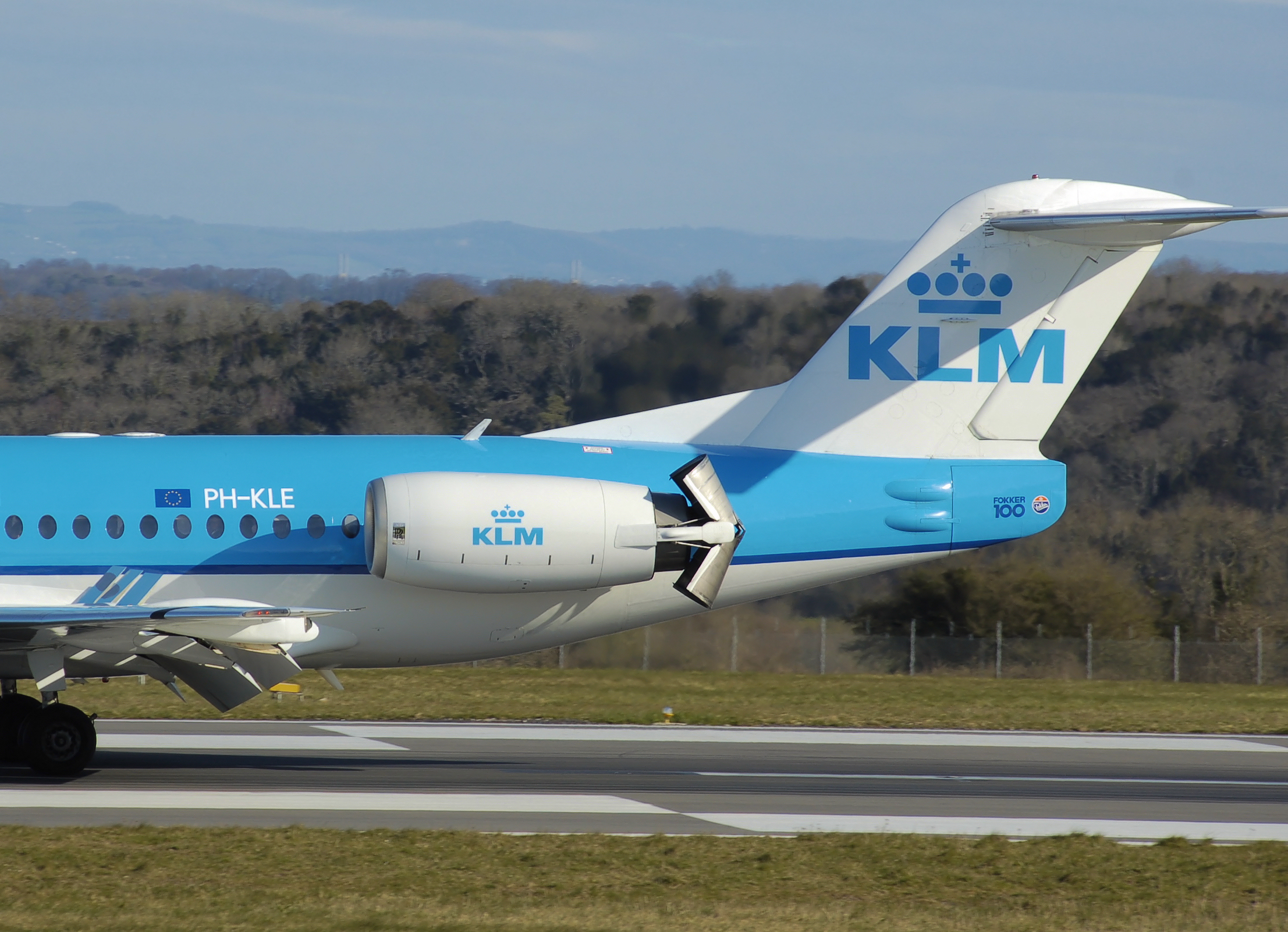
Un Rolls-Royce Tay sur un Fokker 100, avec l'inverseur de poussée déployé.

### Tay RB.183 611-8
Désignés initialement 610-8, tous les exemplaires existants (sauf un d'entraînement) ont depuis été convertis au standard 611-8. La version la plus récente, la 611-8C, dispose d'ailettes de turbine haute-pression moulées, une soufflante plus large provenant du 650-15, un canal de dilution structurel et un système de calculateur de contrôle à redondance FADEC. Tous les moteurs Tay utilisent une soufflante à 22 pales en titane, un compresseur intermédiaire à 3 étages également entraîné par l'arbre entraînant la soufflante, un compresseur haute-pression à 12 étages, une turbine haute-pression à 2 étages et une turbine basse-pression à 2 étages.
La poussée produite est de 62 kN, et le Tay 611 est entré en service en 1987 sur le Gulfstream IV/IV-SP, pour lequel il est l'unique moteur existant.

### Tay RB.183 620-15
Le 620-15 est intérieurement identique au 611-8 et extérieurement au 650-15. D'une poussée de 62 kN, il équipe les Fokker 100 depuis 1988 et les Fokker 70 depuis 1994.

### Tay RB.183 650-15
Conçu initialement pour remotoriser le BAC One-Eleven, avec la désignation 650-14, seulement deux exemplaires furent construits puis reconvertis en 650-15. Le 650-15 est entré en service sur le Fokker 100 en 1989. Il produit une poussée de 67 kN.

### Tay RB.183 651-54
Le 651-54 est intérieurement identique au 650-15. La seule différence concerne les éléments externes et les liaisons mécaniques, adaptées au Boeing 727.
La poussée produite est de 69 kN, et le moteur a équipé le 727 depuis 1992. La conversion des trois moteurs JT8D-7 vers les trois RB.183 651-54 était effectuée par la société désormais fermée Dee Howard Aircraft Maintenance Company, de San Antonio, au Texas pour l'United Parcel Service (UPS). Toutefois, tous ces avions sont actuellement cloués au sol. Un seul 727 privé a été converti à ce standard.

## Applications
- Boeing 727-100
- Fokker 70
- Fokker 100
- Gulfstream IV
- Gulfstream G350/G400/G450
- Gulfstream X-54 (appareil expérimental)

## Accidentologie
Le Tay a été impliqué dans quelques accidents graves, en particulier lorsqu'il était installé sur le Fokker F100. Le plus marquant est très probablement le crash du vol 402 TAM, survenu le 31 octobre 1996 peu après le décollage, lorsqu'un inverseur de poussée s'est déployé sur le moteur droit et que ce moteur est resté à pleine puissance, malgré les dispositifs de sécurité qui auraient dû immédiatement réduire sa puissance au niveau de ralenti. Il n'y a eu aucun survivant sur les 96 passagers, et 4 personnes au sol ont également été tuées car l'avion est retombé sur une zone résidentielle. Le 15 septembre 2001 le moteur droit explose sur un autre F100 de cette même compagnie, alors qu'il vole en croisière à 30 000 pieds, et détruit deux hublots. La dépression qui en résulte tue l'un des 82 passagers à bord.
Le 5 janvier 2004 : un Fokker F70 d'Austrian Airlines subit une baisse de puissance importante sur les deux réacteurs, et son équipage décide d'atterrir d'urgence à Munich, en Allemagne,. Faute d'élan suffisant, l'appareil ne parvient pas à rejoindre la piste et finit son vol par une glissade dans un champ, sans faire de victimes.